# スポーツ特Q
『スポーツ特Q』（スポーツとっきゅう）は、1985年10月6日から1986年9月28日までフジテレビ系列局（一部の系列局を除く）で日曜夕方（18:00 - 18:30）に放送されたスポーツニュース番組である。

## 概要
この番組は、1983年4月から放送されていた『サントリー スポーツ天国』の流れを汲んだもので、それまで提供していた大手洋酒・飲料メーカーのサントリーがスポンサーから退いた後、複数スポンサーの提供番組として一新した。スタート当初は元テレビ東京アナウンサーの小倉智昭がメイン司会を務めたが、後期はプロ野球解説者・平松政次が司会、レギュラーに当時人気チャイドル（子役アイドル）だった間下このみが出演していた。番組はスポーツニュースやスポーツ関連の話題を取り上げていたほか、全国のスポーツサークルを取材するコーナーも擁していた。
1986年9月28日に番組が終了した後、この枠は3年半ぶりにアニメ枠になった。
| フジテレビ系列 日曜18時台前半枠 | フジテレビ系列 日曜18時台前半枠 | フジテレビ系列 日曜18時台前半枠 |
| 前番組                          | 番組名                          | 次番組                          |
| ------------------------------- | ------------------------------- | ------------------------------- |
| サントリー スポーツ天国         | スポーツ特Q                     | あんみつ姫 （ここからアニメ枠） |